# 篠原雄之
篠原 雄之（しのはら ゆうじ、1986年 –  ）は、UNDP（国連開発計画）職員。

## 略歴
滋賀県立石部高等学校 を経て、東京大学大学院情報学環・学際情報学府修士課程修了。トルコ・マケドニア等を代表とする欧州地域のシリア難民や円借款を担当し、その後カンボジアで民間連携・ガバナンス分野の総括を担当。他にも、ICT関連の（農業を含む）開発や、日本企業の技術活用における開発の業務に関わるICTと開発の経済効果等を専門としている。
2022年よりUNDP（国連開発計画）で電子政府支援、ビジネスと人権等を担当している。